# NGC 5094
NGC 5094 est une galaxie elliptique située dans la constellation de la Vierge. Sa vitesse par rapport au fond diffus cosmologique est de 6 769 ± 50 km/s, ce qui correspond à une distance de Hubble de 99,8 ± 7,0 Mpc (∼326 millions d'al). NGC 5094 a été découverte par l'astronome germano-britannique William Herschel en 1786.
À ce jour, une mesure non basée sur le décalage vers le rouge (redshift) donne une distance d'environ 77,500 Mpc (∼253 millions d'al). Cette valeur est à l'extérieur des valeurs de la distance de Hubble. Notons cependant que c'est avec la valeur moyenne des mesures indépendantes, lorsqu'elles existent, que la base de données NASA/IPAC calcule le diamètre d'une galaxie et qu'en conséquence le diamètre de NGC 5094 pourrait être d'environ 23,2 kpc (∼75 700 al) si on utilisait la distance de Hubble pour le calculer.